# Director's Cut Awards
Les Director's Cut Awards sont des récompenses cinématographiques créées en 1998 et remises annuellement en Corée du Sud à des professionnels du 7e art dans diverses catégories pour saluer les meilleures productions sud-coréennes. Créés par le réalisateur Lee Hyun-seung (en) avec des membres de la « jeune génération » de réalisateurs,,,, ils sont organisés par le Réseau des réalisateurs coréens (composé d'environ 300 membres),, et distinguent les professionnels dans huit catégories : Réalisateur, Acteur (masculin/féminin), Nouveau réalisateur, Nouvel acteur (masculin/féminin), Producteur et Réalisateur de film indépendant.
La cérémonie est temporairement suspendue après 2010 en raison de « problèmes internes » au sein de l'organisation avant de reprendre en 2014 en parallèle du Festival international de musique et de film de Jecheon.

## Catégories
- Meilleur réalisateur
- Meilleur acteur
- Meilleure actrice
- Meilleur nouveau réalisateur
- Meilleur nouvel acteur
- Meilleure nouvelle actrice
- Meilleur producteur
- Meilleur réalisateur de film indépendant

## Meilleur réalisateur
| #   | Année | Réalisateur    | Film                            |
| --- | ----- | -------------- | ------------------------------- |
| 1er | 1998  | Hur Jin-ho     | Christmas in August             |
| 2e  | 1999  | N/A            | N/A                             |
| 3e  | 2000  | Park Chan-wook | Joint Security Area             |
| 4e  | 2001  | Song Hae-seong | Failan                          |
| 5e  | 2002  | Park Chan-wook | Sympathy for Mister Vengeance   |
| 6e  | 2003  | Bong Joon-ho   | Memories of Murder              |
| 7e  | 2004  | Park Chan-wook | Old Boy                         |
| 8e  | 2005  | Im Sang-soo    | The President's Last Bang       |
| 9e  | 2006  | Hong Sang-soo  | Woman on the Beach              |
| 10e | 2007  | Lee Chang-dong | Secret Sunshine                 |
| 11e | 2008  | Kim Jee-woon   | Le Bon, la Brute et le Cinglé   |
| 12e | 2009  | Park Chan-wook | Thirst, ceci est mon sang       |
| 13e | 2010  | Ryoo Seung-wan | The Unjust                      |
| 14e | 2014  | Bong Joon-ho   | Snowpiercer, le Transperceneige |
| 15e | 2015  | Oh Seung-uk    | The Shameless (en)              |
| 16e | 2016  | Na Hong-jin    | The Strangers                   |
| 17e | 2017  | Bong Joon-ho   | Okja,                           |
| 18e | 2018  | Jang Joon-hwan | 1987: When the Day Comes        |

## Meilleur acteur
| #   | Année | Acteur                                    | Film                                         |
| --- | ----- | ----------------------------------------- | -------------------------------------------- |
| 1er | 1998  | Han Suk-kyu                               | Christmas in August                          |
| 2e  | 1999  | Choi Min-sik                              | Shiri, Happy End (en)                        |
| 3e  | 2000  | Song Kang-ho                              | Joint Security Area                          |
| 4e  | 2001  | Choi Min-sik                              | Failan                                       |
| 5e  | 2002  | Seol Kyeong-gu                            | Oasis                                        |
| 6e  | 2003  | Song Kang-ho                              | Memories of Murder                           |
| 7e  | 2004  | Choi Min-sik                              | Old Boy                                      |
| 8e  | 2005  | Jung Jae-young (en)                       | Welcome to Dongmakgol, Wedding Campaign (en) |
| 9e  | 2006  | Song Kang-ho, Byeon Hee-bong, Park Hae-il | The Host                                     |
| 10e | 2007  | Song Kang-ho                              | Secret Sunshine                              |
| 11e | 2008  | Ha Jeong-woo                              | The Chaser, My Dear Enemy (en)               |
| 12e | 2009  | Song Kang-ho                              | Thirst, ceci est mon sang                    |
| 13e | 2010  | Choi Min-sik                              | J'ai rencontré le Diable                     |
| 14e | 2014  | Song Kang-ho                              | The Attorney                                 |
| 15e | 2015  | Hwang Jeong-min                           | Ode to My Father                             |
| 16e | 2016  | Lee Byung-hun                             | Inside Men                                   |
| 17e | 2017  | Seol Kyeong-gu                            | Memoir of a Murderer                         |
| 18e | 2018  | Lee Seong-min (en)                        | The Spy Gone North                           |

## Meilleure actrice
| #   | Année | Actrice               | Film                                            |
| --- | ----- | --------------------- | ----------------------------------------------- |
| 1er | 1998  | Shim Eun-ha (en)      | Christmas in August                             |
| 2e  | 1999  | Jeon Do-yeon          | The Harmonium in My Memory (en), Happy End (en) |
| 3e  | 2000  | Lee Mi-yeon (en)      | Pisces                                          |
| 4e  | 2001  | Jang Jin-young        | Sorum (en)                                      |
| 5e  | 2002  | Kim Yoon-jin          | Ardor (en)                                      |
| 6e  | 2003  | Moon So-ri            | Une femme coréenne                              |
| 6e  | 2003  | Yeom Jeong-a          | Deux sœurs                                      |
| 7e  | 2004  | Jeon Do-yeon          | My Mother, the Mermaid                          |
| 8e  | 2005  | Jeon Do-yeon          | You Are My Sunshine                             |
| 8e  | 2005  | Lee Young-ae          | Lady Vengeance                                  |
| 9e  | 2006  | Bae Doona, Go Ah-sung | The Host                                        |
| 10e | 2007  | Jeon Do-yeon          | Secret Sunshine                                 |
| 11e | 2008  | Gong Hyo-jin          | Miss Hongdangmu                                 |
| 12e | 2009  | Kim Hye-ja            | Mother                                          |
| 13e | 2010  | Seo Young-hee         | Bedevilled                                      |
| 14e | 2014  | Sim Eun-kyeong        | Miss Granny                                     |
| 15e | 2015  | Jeon Do-yeon          | The Shameless (en)                              |
| 16e | 2016  | Kim Min-hee           | Mademoiselle                                    |
| 17e | 2017  | Na Moon-hee (en)      | I Can Speak                                     |
| 18e | 2018  | Kim Tae-ri            | Little Forest                                   |

## Meilleur nouveau réalisateur
| #   | Année | Réalisateur             | Film                       |
| --- | ----- | ----------------------- | -------------------------- |
| 1er | 1998  | Lee Jeong-hyang         | Art Museum by the Zoo (en) |
| 2e  | 1999  | Jeong Ji-woo            | Happy End (en)             |
| 3e  | 2000  | Bong Joon-ho            | Barking Dog                |
| 4e  | 2001  | Song Il-gon             | Flower Island              |
| 4e  | 2001  | Jeong Jae-eun           | Take Care of My Cat (en)   |
| 5e  | 2002  | Park Jin-pyo            | Too Young to Die           |
| 6e  | 2003  | Jang Joon-hwan          | Save the Green Planet!     |
| 7e  | 2004  | Choi Dong-hoon          | The Big Swindle            |
| 8e  | 2005  | Jeong Yoon-cheol (en)   | Marathon                   |
| 9e  | 2006  | Son Jae-gon             | My Scary Girl (en)         |
| 10e | 2007  | Jung Beom-sik, Jung Sik | Epitaph (en)               |
| 11e | 2008  | Na Hong-jin             | The Chaser                 |
| 12e | 2009  | Ounie Lecomte           | Une vie toute neuve        |
| 13e | 2010  | Jang Cheol-soo (en)     | Bedevilled                 |
| 14e | 2014  | Yang Woo-suk            | The Attorney               |
| 15e | 2015  | Kim Sung-je             | Minority Opinion (en)      |
| 16e | 2016  | Jang Jae-hyeon          | The Priests                |
| 17e | 2017  | Cho Hyun-hoon           | Jane (en)                  |
| 18e | 2018  | Kang Yoon-sung          | The Outlaws                |

## Meilleur nouvel acteur
| #   | Année | Acteur                      | Film                                        |
| --- | ----- | --------------------------- | ------------------------------------------- |
| 1er | 1998  | N/A                         | N/A                                         |
| 2e  | 1999  | N/A                         | N/A                                         |
| 3e  | 2000  | Shin Ha-kyun                | Joint Security Area                         |
| 4e  | 2001  | Kim Myung-min               | Sorum (en)                                  |
| 5e  | 2002  | Hwang Jeong-min             | Road Movie                                  |
| 6e  | 2003  | Bong Tae-gyu (en)           | Une femme coréenne                          |
| 6e  | 2003  | Park Hae-il                 | Jealousy Is My Middle Name                  |
| 7e  | 2004  | Kang Dong-won               | Too Beautiful to Lie (en)                   |
| 8e  | 2005  | Ha Jeong-woo                | The Unforgiven (en)                         |
| 9e  | 2006  | Ryu Deok-hwan (en)          | Cheonhajangsa Madonna                       |
| 10e | 2007  | Jang Geun-suk               | The Happy Life (en)                         |
| 11e | 2008  | Yoo Ah-in                   | Antique                                     |
| 12e | 2009  | Kim Dong-wook (acteur) (en) | Take Off                                    |
| 13e | 2010  | Song Sae-byeok (en)         | The Servant (en)                            |
| 14e | 2014  | Yeo Jin-goo                 | Hwayi                                       |
| 15e | 2015  | Ahn Jae-hong                | The King of Jokgu (en)                      |
| 16e | 2016  | Park Jung-min               | Dongju: The Portrait of a Poet              |
| 17e | 2017  | Choi Gwi-hwa                | A Taxi Driver                               |
| 18e | 2018  | Do Kyung-soo                | Along With the Gods : Les 49 Derniers Jours |

## Meilleure nouvelle actrice
| #   | Année | Actrice            | Film                                |
| --- | ----- | ------------------ | ----------------------------------- |
| 1er | 1998  | N/A                | N/A                                 |
| 2e  | 1999  | N/A                | N/A                                 |
| 3e  | 2000  | Bae Doona          | Plum Blossom (en)                   |
| 4e  | 2001  | Lee Yo-won (en)    | Take Care of My Cat (en)            |
| 5e  | 2002  | Moon So-ri         | Oasis                               |
| 6e  | 2003  | Im Soo-jeong       | Deux sœurs                          |
| 7e  | 2004  | Soo Ae             | A Family (en)                       |
| 8e  | 2005  | Jo Yi-jin (en)     | The Aggressives (en)                |
| 9e  | 2006  | Choo Ja-hyeon (en) | Bloody Tie (en)                     |
| 10e | 2007  | Hwang Bo-ra (en)   | Skeletons in the Closet             |
| 11e | 2008  | Seo Woo (en)       | Miss Hongdangmu                     |
| 12e | 2009  | Park Bo-young      | Speedy Scandal                      |
| 13e | 2010  | Lee Min-jung       | Cyrano Agency (en)                  |
| 14e | 2014  | Cheon Woo-hee      | A cappella                          |
| 15e | 2015  | Esom (en)          | Scarlet Innocence (en)              |
| 16e | 2016  | Kim Tae-ri         | Mademoiselle                        |
| 17e | 2017  | Choi Hee-seo       | Anarchist from Colony               |
| 18e | 2018  | Kim Da-mi          | The Witch : 1ère partie. Subversion |

## Meilleur producteur
| #   | Année | Producteur                          | Film                                             |
| --- | ----- | ----------------------------------- | ------------------------------------------------ |
| 1er | 1998  | Lee Choon-yeon (Cine2000)           | Whispering Corridors, Art Museum by the Zoo (en) |
| 2e  | 1999  | Kim Mi-hee (Fun & Happiness Film)   | Attack the Gas Station!                          |
| 3e  | 2000  | Shim Jae-myung (Myung Films (en))   | Joint Security Area                              |
| 4e  | 2001  | Oh Ki-min (Masulpiri Pictures)      | Take Care of My Cat (en)                         |
| 5e  | 2002  | Kang Woo-seok (Cinema Service (en)) | Ivre de femmes et de peinture, Jail Breakers     |
| 6e  | 2003  | Cha Seung-jae (Sidus Pictures (en)) | Memories of Murder                               |
| 7e  | 2004  | Kim Dong-joo (ShowEast)             | Old Boy                                          |
| 8e  | 2005  | Oh Jeong-wan, Eugene Lee            | You Are My Sunshine                              |
| 9e  | 2006  | Choi Yong-bae (Cheongeoram)         | The Host                                         |
| 10e | 2007  | Kim Jong-won (KINO2)                | Souvenir                                         |
| 11e | 2008  | Park Chan-wook (Moho Films)         | Miss Hongdangmu                                  |
| 11e | 2008  | Kim Ki-duk (Kim Ki-duk Film)        | Rough Cut                                        |
| 12e | 2009  | Yoon Je-kyoon (JK Films)            | The Last Day                                     |
| 13e | 2010  | Lee Tae-heon (Opus Pictures)        | The Man from Nowhere                             |
| 14e | 2014  | Choi Jae-won (withUs Film)          | The Attorney                                     |
| 15e | 2015  | Shim Jae-myung (Myung Films)        | Cart (en), Revivre                               |
| 16e | 2016  | Shin Yeon-shick                     | Dongju: The Portrait of a Poet                   |

## Meilleur réalisateur de film indépendant
| #   | Année | Réalisateur       | Film                            |
| --- | ----- | ----------------- | ------------------------------- |
| 1er | 1998  | N/A               | N/A                             |
| 2e  | 1999  | N/A               | N/A                             |
| 3e  | 2000  | N/A               | N/A                             |
| 4e  | 2001  | N/A               | N/A                             |
| 5e  | 2002  | N/A               | N/A                             |
| 6e  | 2003  | N/A               | N/A                             |
| 7e  | 2004  | N/A               | N/A                             |
| 8e  | 2005  | N/A               | N/A                             |
| 9e  | 2006  | Lee Song-hee-il   | No Regret                       |
| 10e | 2007  | Yoon Seong-ho     | Milky Way Liberation Front (en) |
| 11e | 2008  | Jung Byung-gil    | Action Boys (en)                |
| 12e | 2009  | Yang Ik-joon      | Breathless                      |
| 13e | 2010  | Hong Hyung-sook   | The Border City 2               |
| 14e | 2014  | Lee Su-jin        | A cappella                      |
| 15e | 2015  | Woo Moon-gi (en)  | The King of Jokgu (en)          |
| 16e | 2016  | Ahn Gooc-jin (en) | Alice in Earnestland (en)       |

## Prix spéciaux
| #   | Année | Catégorie                           | Récipiendaire                                                                          |
| --- | ----- | ----------------------------------- | -------------------------------------------------------------------------------------- |
| 2e  | 1999  | Artiste de film de l'année          | Ahn Sung-ki                                                                            |
| 2e  | 1999  | Artiste de film de l'année          | Kang Je-gyu                                                                            |
| 2e  | 1999  | Artiste de film de l'année          | Yang Ki-hwan                                                                           |
| 6e  | 2003  | Artiste de film de l'année          | Shim Jae-myung                                                                         |
| 7e  | 2004  | Artiste de film de l'année          | Kim Ki-duk                                                                             |
| 7e  | 2004  | Artiste de film de l'année          | Park Chan-wook                                                                         |
| 8e  | 2005  | Prix spécial d'acteur               | Lee Eun-ju                                                                             |
| 9r  | 2006  | Prix du meilleur ensemble d'acteurs | Song Kang-ho, Byeon Hee-bong, Park Hae-il, Bae Doona, Go Ah-sung (acteurs de The Host) |
| 9r  | 2006  | Artiste de film de l'année          | Lee Choon-yeon (영화인회 이사장)                                                       |
| 12e | 2009  | Prix mémorial                       | Jang Jin-young                                                                         |
| 17e | 2017  | Prix de la vision                   | Choi Seung-ho (Criminal Conspiracy)                                                    |
| 17e | 2017  | Prix du genre                       | Dernier train pour Busan - Yeon Sang-ho                                                |
| 18e | 2018  | Prix de la vision                   | Kim Ui-seok (en) (After My Death)                                                      |
| 18e | 2018  | Prix du scénario                    | Kim Kyung-chan (1987: When the Day Comes)                                              |